# Траведона-Монате
Траведона-Монате (італ. Travedona-Monate) — муніципалітет в Італії, у регіоні Ломбардія, провінція Варезе.
Траведона-Монате розташована на відстані близько 540 км на північний захід від Рима, 60 км на північний захід від Мілана, 14 км на захід від Варезе.
Населення — 4067 осіб (2014).

## Демографія
Населення за роками:

Станом на 1 січня 2023 року в муніципалітеті офіційно проживали 223 іноземці з 44 країн, серед них 109 громадян країн Євросоюзу та 17 громадян України.

## Сусідні муніципалітети
- Б'яндронно
- Бреббія
- Брегано
- Кадреццате
- Комаббіо
- Іспра
- Мальджессо
- Озмате
- Тернате